# Steve Lemme
Steve Lemme est un acteur américain né le 13 novembre 1968 à New York. Il est un membre de Broken Lizard.
Steve Lemme a joué dans les films Super Troopers (2001), Club Dread (2004), et Beerfest (2006) avec les membres de Broken Lizard.

## Filmographie
- 2001 : Super Troopers (Superpatrouille)
- 2004 : Club Dread
- 2006 : Beerfest
- 2009 : The Slammin' Salmon
- 2012 : Shakey, un amour de chien (I Heart Shakey) (TV)
- 2023 : Quasi